# Marijeta Mojasevic
Marijeta Mojasevic (Montenegrin: Marijeta Mojašević)  () és una assistent social juvenil i activista montenegrina.

## Biografia
Va tenir dos vessaments cerebrals quan era a l'escola secundària i la vida va canviar-la dramàticament.
Va obtenir una llicenciatura enfocada en política social i treball social de la Universitat de Montenegro.
Mojašević treballa ara com a assistent social, assessora juvenil i activista pels drets de les persones amb discapacitat. També és assessora juvenil a l'oficina de joventut del municipi de Berane (Montenegro) i membre de la junta directiva de la Xarxa Juvenil ENIL.
És ambaixadora d'OneNeurology, una iniciativa que cerca fer de les condicions neurològiques una prioritat de salut pública mundial.

## Reconeixements
El novembre de 2023, Braudo-Bahat va ser nomenada a la llista de les 100 dones de la BBC.